# Hand in My Pocket
"Hand in My Pocket" (em português: Mão no meu bolso) é o décimo single da cantora canadense Alanis Morissette, retirado do seu terceiro álbum de estúdio, Jagged Little Pill. É a única faixa do álbum que teve a versão demo lançada na íntegra, sem cortes ou edições, gravada em um take do início ao fim.
A canção alcançou significativas posições no airplay das rádios dos americanas, além de conseguir ficar entre os 5 melhores no Top 40 Mainstream, mas o seu sucesso no Reino Unido foi limitado.

## Letra
A letra da canção diz sobre os problemas ee preocupações diárias que ela encontra, mas centra-se em encontrar formas para relaxar.

## Versão de 1995

### Álbuns & Faixas
Álbum - Single
1. Hand in My Pocket - 3:39
2. Head over Feet (Versão Acústica - Ao Vivo) - 4:09
3. Not the Doctor (Versão Acústica - Ao Vivo) - 3:57

## Versão de 2005
Em 2005, Alanis Morissette lança Jagged Little Pill Acoustic, uma versão acústica de Jagged Little Pill. "Hand in My Pocket", foi, novamente, lançado como single, e seu vídeo estreou em Julho de 2005.

### Álbuns & Faixas
Álbum Single
1. Hand In My Pocket (Acoustic Album Version) - 4:29

### Videoclipe
O videoclipe foi dirigido por Mark Konr e, mostra Alanis em um baile e em um desfile. O vídeo foi filmado em preto-e-branco e em câmera lenta.

### Uso Comercial
"Hand in My Pocket" foi música-tema do episódio piloto de Dawson's Creek, mas Morissette decidiram não autorizar o uso.

### Desempenho
| País/Parada(1995)                                     | Posição |
| ----------------------------------------------------- | ------- |
| Austrália - Australian Singles Chart                  | 13      |
| Canadá - Canadian Singles Chart                       | 1       |
| Reino Unido - UK Singles Chart                        | 26      |
| Estados Unidos - Billboard Hot 100 Airplay            | 15      |
| Estados Unidos - Billboard Adult Top 40               | 25      |
| Estados Unidos - Billboard Hot Mainstream Rock Tracks | 8       |
| Estados Unidos - Billboard Alternative Songs          | 1       |
| Estados Unidos - Billboard Top 40 Mainstream          | 4       |
| País/Parada (1996)                                    | Posição |
| Estados Unidos - Billboard Adult Contemporary         | 30      |
| País/Parada (2005)                                    | Posição |
| Espanha - Los 40 Principales ¹                        | 7       |

¹ Versão Acústica